# Reprezentacja Brazylii w piłce siatkowej kobiet

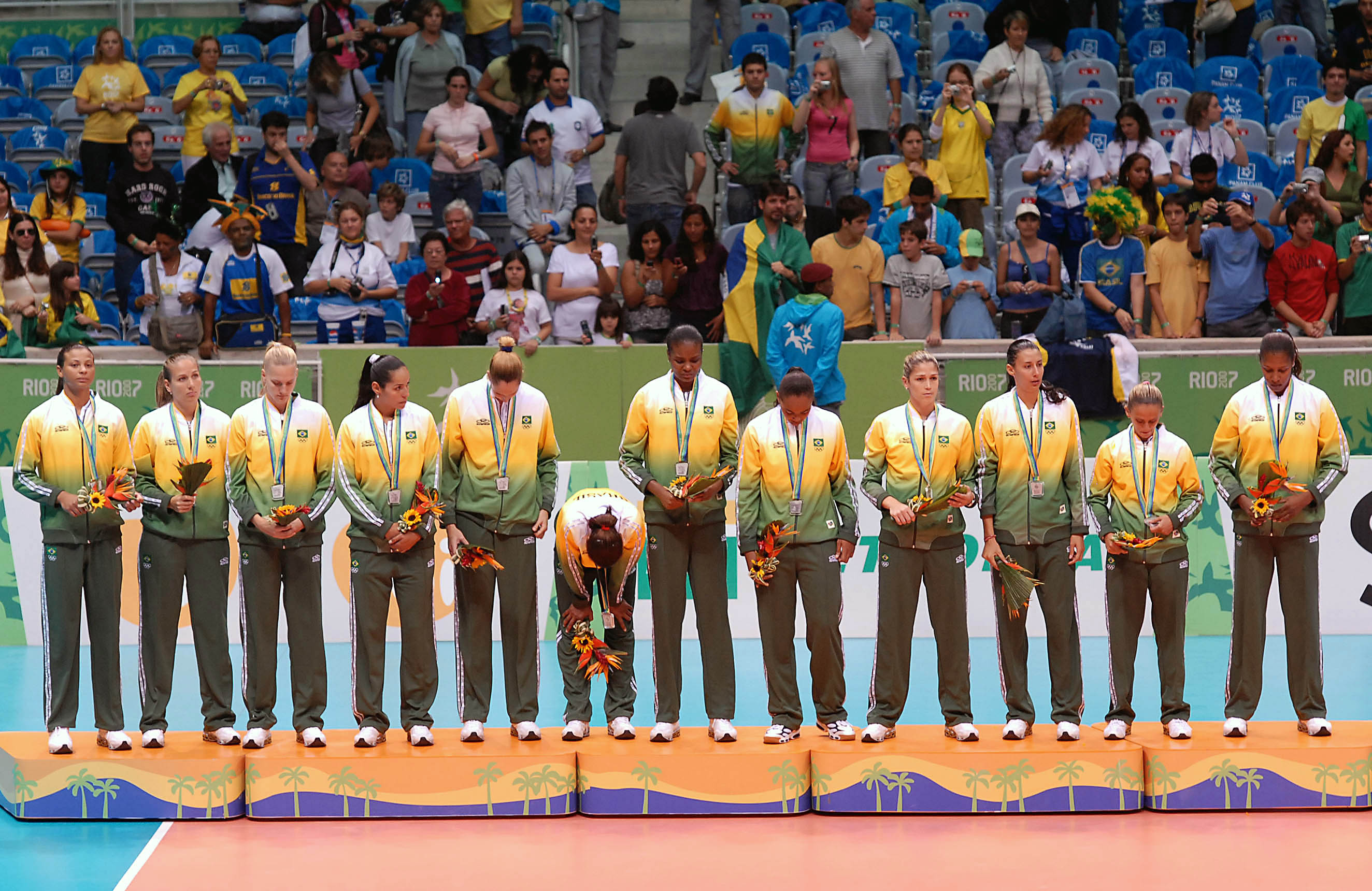
Reprezentantki Brazylii srebrnymi medalistkami Igrzysk Panamerykańskich 2007

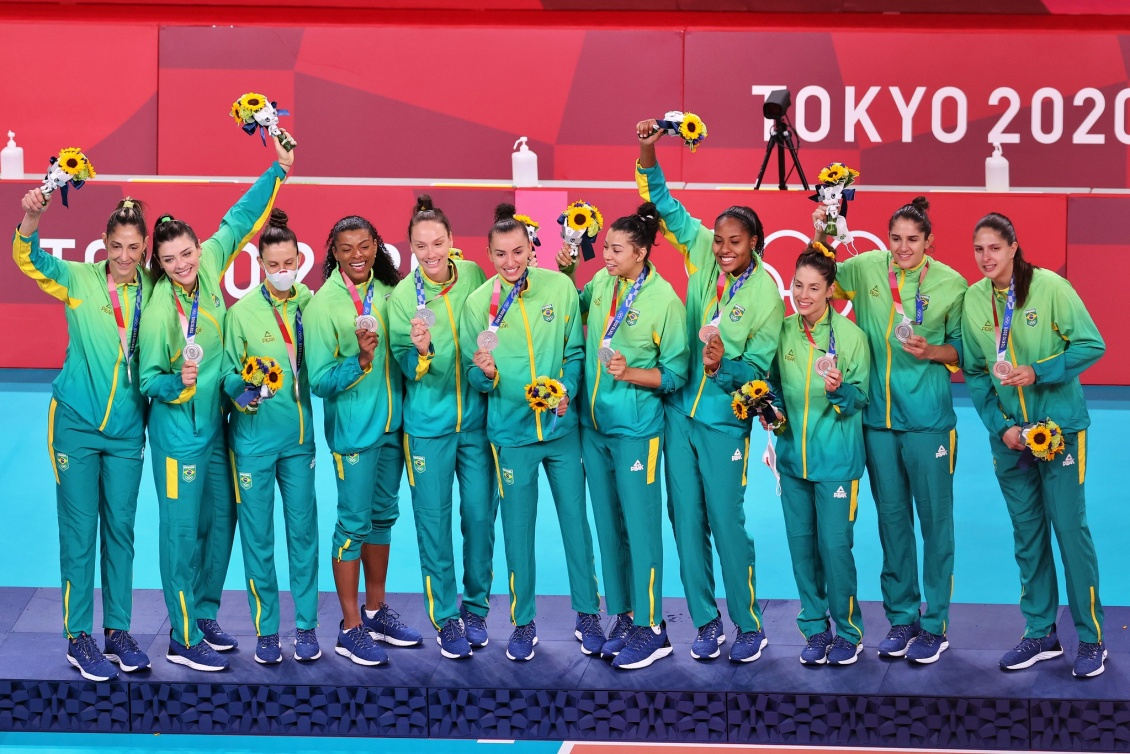
Reprezentantki Brazylii srebrnymi medalistkami Igrzysk Olimpijskich 2020

Reprezentacja Brazylii w piłce siatkowej kobiet – narodowa reprezentacja tego kraju, reprezentująca go na arenie międzynarodowej.

## Trenerzy
| Lata      | Imię i nazwisko        |
| --------- | ---------------------- |
| 1994–2000 | Bernardo Rezende       |
| 2001–2003 | Marco Aurélio Motta    |
| 2003–     | José Roberto Guimarães |

## Szeroki skład reprezentacji Brazylii naLigę Narodów 2025[1]
Zawodniczki:
- 1. Lanna Gabriella Gomes Machado
- 2. Diana Duarte
- 3. Macris Carneiro
- 4. Lorena Viezel
- 5. Aline Segato Maestri
- 6. Karoline Tormena
- 7. Rosamaria Montibeller
- 8. Júlia Kudiess
- 9. Roberta Ratzke
- 10. Gabriela "Gabi" Braga Guimarães
- 11. Luzia da Silva Nezzo
- 12. Ana Cristina de Souza
- 13. Paulina Rogerio de Souza
- 14. Érica Motta Lima
- 15. Helena Wenk Hoengen
- 16. Kisy Nascimento
- 17. Júlia Bergmann
- 18. Jheovana Emanuele Sebastião
- 19. Tainara Santos
- 20. Giovana Gasparini
- 21. Ariane Helena Pinto Teixeira
- 22. Lais Vasques
- 23. Sabrina Machado
- 24. Kenya Malachias
- 25. Marina Lopes Sioto
- 26. Vivian Lima Jorge
- 27. Valquiria Carboni Dullius
- 28. Mayhara Francini Da Silva
- 29. Lyara Batista Medeiros
- 30. Marcelle de Arruda Mattos da Silva

## Sukcesy
Mistrzostwa Ameryki Południowej:
- 1. miejsce – 1951, 1956, 1958, 1961, 1962, 1969, 1981, 1991, 1995, 1997, 1999, 2001, 2003, 2005, 2007, 2009, 2011, 2013, 2015, 2017, 2019, 2021, 2023[2]
- 2. miejsce – 1967, 1971, 1973, 1975, 1977, 1979, 1983, 1985, 1987, 1989, 1993

Igrzyska Panamerykańskie:
- 1. miejsce – 1959, 1963, 1999, 2011
- 2. miejsce – 1991, 2007, 2015, 2023[3]
- 3. miejsce – 1955, 1979

World Grand Prix:
- 1. miejsce – 1994, 1996, 1998, 2004, 2005, 2006, 2008, 2009, 2013, 2014, 2016, 2017
- 2. miejsce – 1995, 1999, 2010, 2011, 2012
- 3. miejsce – 2000, 2015

Mistrzostwa Świata:
- 2. miejsce – 1994, 2006, 2010, 2022
- 3. miejsce – 2014

Puchar Świata:
- 2. miejsce – 1995, 2003, 2007
- 3. miejsce – 1999

Igrzyska Olimpijskie:
- 1. miejsce – 2008, 2012
- 2. miejsce – 2020
- 3. miejsce – 1996, 2000, 2024[4]

Puchar Wielkich Mistrzyń:
- 1. miejsce – 2005, 2013
- 2. miejsce – 2009, 2017
- 3. miejsce – 1997

Liga Narodów:
- 2. miejsce – 2019, 2021, 2022[5], 2025[6]

## Udział i miejsca w turniejach

### Igrzyska Olimpijskie
| Rok  | Kraj           | Miejsce      |
| ---- | -------------- | ------------ |
| 1964 | Tokio          | brak udziału |
| 1968 | Meksyk         | brak udziału |
| 1972 | Monachium      | brak udziału |
| 1976 | Montreal       | brak udziału |
| 1980 | Moskwa         | 7. miejsce   |
| 1984 | Los Angeles    | 7. miejsce   |
| 1988 | Seul           | 6. miejsce   |
| 1992 | Barcelona      | 4. miejsce   |
| 1996 | Atlanta        | 3. miejsce   |
| 2000 | Sydney         | 3. miejsce   |
| 2004 | Ateny          | 4. miejsce   |
| 2008 | Pekin          | 1. miejsce   |
| 2012 | Londyn         | 1. miejsce   |
| 2016 | Rio de Janeiro | 5. miejsce   |
| 2020 | Tokio          | 2. miejsce   |
| 2024 | Paryż          | 3. miejsce   |

### Mistrzostwa Świata
| Rok  | Kraj             | Miejsce      |
| ---- | ---------------- | ------------ |
| 1952 | ZSRR             | brak udziału |
| 1956 | Francja          | 11. miejsce  |
| 1960 | Brazylia         | 5. miejsce   |
| 1962 | ZSRR             | 8. miejsce   |
| 1967 | Japonia          | brak udziału |
| 1970 | Bułgaria         | 13. miejsce  |
| 1974 | Meksyk           | 15. miejsce  |
| 1978 | ZSRR             | 7. miejsce   |
| 1982 | Peru             | 8. miejsce   |
| 1986 | Czechosłowacja   | 5. miejsce   |
| 1990 | Chiny            | 7. miejsce   |
| 1994 | Brazylia         | 2. miejsce   |
| 1998 | Japonia          | 4. miejsce   |
| 2002 | Niemcy           | 7. miejsce   |
| 2006 | Japonia          | 2. miejsce   |
| 2010 | Japonia          | 2. miejsce   |
| 2014 | Włochy           | 3. miejsce   |
| 2018 | Japonia          | 7. miejsce   |
| 2022 | Polska/ Holandia | 2. miejsce   |
| 2025 | Tajlandia        |              |

### Mistrzostwa Ameryki Południowej
| Rok  | Kraj      | Miejsce      |
| ---- | --------- | ------------ |
| 1951 | Brazylia  | 1. miejsce   |
| 1956 | Urugwaj   | 1. miejsce   |
| 1958 | Brazylia  | 1. miejsce   |
| 1961 | Peru      | 1. miejsce   |
| 1962 | Chile     | 1. miejsce   |
| 1964 | Argentyna | brak udziału |
| 1967 | Brazylia  | 2. miejsce   |
| 1969 | Wenezuela | 1. miejsce   |
| 1971 | Urugwaj   | 2. miejsce   |
| 1973 | Kolumbia  | 2. miejsce   |
| 1975 | Paragwaj  | 2. miejsce   |
| 1977 | Peru      | 2. miejsce   |
| 1979 | Argentyna | 2. miejsce   |
| 1981 | Brazylia  | 1. miejsce   |
| 1983 | Brazylia  | 2. miejsce   |
| 1985 | Wenezuela | 2. miejsce   |
| 1987 | Urugwaj   | 2. miejsce   |
| 1989 | Brazylia  | 2. miejsce   |
| 1991 | Brazylia  | 1. miejsce   |
| 1993 | Peru      | 2. miejsce   |
| 1995 | Brazylia  | 1. miejsce   |
| 1997 | Peru      | 1. miejsce   |
| 1999 | Wenezuela | 1. miejsce   |
| 2001 | Argentyna | 1. miejsce   |
| 2003 | Kolumbia  | 1. miejsce   |
| 2005 | Boliwia   | 1. miejsce   |
| 2007 | Chile     | 1. miejsce   |
| 2009 | Brazylia  | 1. miejsce   |
| 2011 | Peru      | 1. miejsce   |
| 2013 | Peru      | 1. miejsce   |
| 2015 | Kolumbia  | 1. miejsce   |
| 2017 | Kolumbia  | 1. miejsce   |
| 2019 | Peru      | 1. miejsce   |
| 2021 | Kolumbia  | 1. miejsce   |
| 2023 | Brazylia  | 1. miejsce   |

### Grand Prix
| Rok  | Miasto          | Miejsce      |
| ---- | --------------- | ------------ |
| 1993 | Hongkong        | 4. miejsce   |
| 1994 | Szanghaj        | 1. miejsce   |
| 1995 | Szanghaj        | 2. miejsce   |
| 1996 | Szanghaj        | 1. miejsce   |
| 1997 | Kobe            | brak udziału |
| 1998 | Hongkong        | 1. miejsce   |
| 1999 | Yuxi            | 2. miejsce   |
| 2000 | Manila          | 3. miejsce   |
| 2001 | Makau           | 5. miejsce   |
| 2002 | Hongkong        | 4. miejsce   |
| 2003 | Andria          | 8. miejsce   |
| 2004 | Reggio Calabria | 1. miejsce   |
| 2005 | Sendai          | 1. miejsce   |
| 2006 | Reggio Calabria | 1. miejsce   |
| 2007 | Ningbo          | 5. miejsce   |
| 2008 | Yokohama        | 1. miejsce   |
| 2009 | Tokio           | 1. miejsce   |
| 2010 | Ningbo          | 2. miejsce   |
| 2011 | Makau           | 2. miejsce   |
| 2012 | Ningbo          | 2. miejsce   |
| 2013 | Sapporo         | 1. miejsce   |
| 2014 | Tokio           | 1. miejsce   |
| 2015 | Omaha           | 3. miejsce   |
| 2016 | Bangkok         | 1. miejsce   |
| 2017 | Nankin          | 1. miejsce   |

### Liga Narodów
| Rok  | Miasto    | Miejsce    |
| ---- | --------- | ---------- |
| 2018 | Nankin    | 4. miejsce |
| 2019 | Nankin    | 2. miejsce |
| 2021 | Rimini    | 2. miejsce |
| 2022 | Ankara    | 2. miejsce |
| 2023 | Arlington | 5. miejsce |
| 2024 | Bangkok   | 4. miejsce |

### Puchar Świata
| Rok  | Kraj    | Miejsce      |
| ---- | ------- | ------------ |
| 1973 | Urugwaj | 9. miejsce   |
| 1977 | Japonia | brak udziału |
| 1981 | Japonia | 8. miejsce   |
| 1985 | Japonia | 6. miejsce   |
| 1989 | Japonia | brak udziału |
| 1991 | Japonia | 8. miejsce   |
| 1995 | Japonia | 2. miejsce   |
| 1999 | Japonia | 3. miejsce   |
| 2003 | Japonia | 2. miejsce   |
| 2007 | Japonia | 2. miejsce   |
| 2011 | Japonia | 5. miejsce   |
| 2015 | Japonia | brak udziału |
| 2019 | Japonia | 4. miejsce   |

### Puchar Wielkich Mistrzyń
| Rok  | Kraj    | Miejsce      |
| ---- | ------- | ------------ |
| 1993 | Japonia | brak udziału |
| 1997 | Japonia | 3. miejsce   |
| 2001 | Japonia | 4. miejsce   |
| 2005 | Japonia | 1. miejsce   |
| 2009 | Japonia | 2. miejsce   |
| 2013 | Japonia | 1. miejsce   |
| 2017 | Japonia | 2. miejsce   |

### Igrzyska Panamerykańskie
| Rok  | Miasto         | Miejsce    |
| ---- | -------------- | ---------- |
| 1955 | Meksyk         | 3. miejsce |
| 1959 | Chicago        | 1. miejsce |
| 1963 | San Paolo      | 1. miejsce |
| 1967 | Winnipeg       | 4. miejsce |
| 1971 | Cali           | 4. miejsce |
| 1975 | Meksyk         | 5. miejsce |
| 1979 | San Juan       | 3. miejsce |
| 1983 | Caracas        | 4. miejsce |
| 1987 | Indianapolis   | 4. miejsce |
| 1991 | Hawana         | 2. miejsce |
| 1995 | Mar del Plata  | 6. miejsce |
| 1999 | Winnipeg       | 1. miejsce |
| 2003 | Santo Domingo  | 4. miejsce |
| 2007 | Rio de Janeiro | 2. miejsce |
| 2011 | Guadalajara    | 1. miejsce |
| 2015 | Toronto        | 2. miejsce |
| 2019 | Lima           | 4. miejsce |
| 2023 | Santiago       | 2. miejsce |

### Volley Masters Montreux
| Rok  | Miasto   | Miejsce      |
| ---- | -------- | ------------ |
| 1988 | Montreux | brak udziału |
| 1989 | Montreux | brak udziału |
| 1990 | Montreux | brak udziału |
| 1991 | Montreux | brak udziału |
| 1992 | Montreux | 6. miejsce   |
| 1993 | Montreux | 2. miejsce   |
| 1994 | Montreux | 1. miejsce   |
| 1995 | Montreux | 1. miejsce   |
| 1996 | Montreux | 2. miejsce   |
| 1998 | Montreux | 4. miejsce   |
| 1999 | Montreux | 4. miejsce   |
| 2000 | Montreux | brak udziału |
| 2001 | Montreux | brak udziału |
| 2002 | Montreux | 5. miejsce   |
| 2003 | Montreux | 3. miejsce   |
| 2004 | Montreux | brak udziału |
| 2005 | Montreux | 1. miejsce   |
| 2006 | Montreux | 1. miejsce   |
| 2007 | Montreux | brak udziału |
| 2008 | Montreux | brak udziału |
| 2009 | Montreux | 1. miejsce   |
| 2010 | Montreux | brak udziału |
| 2011 | Montreux | brak udziału |
| 2013 | Montreux | 1. miejsce   |
| 2014 | Montreux | 5. miejsce   |
| 2015 | Montreux | brak udziału |
| 2016 | Montreux | 5. miejsce   |
| 2017 | Montreux | 1. miejsce   |
| 2018 | Montreux | 4. miejsce   |
| 2019 | Montreux | brak udziału |